# Török líra
A líra (törökül: Türk lirası) Törökország, Észak-Ciprus hivatalos fizetőeszköze 2009. január 1. óta. Az új lírát 2009. december 31-én vonták ki. 2009-ben, egy évig a régi és az új török líra együtt volt használatban.

## Története
A lírát 1844-ben vezették be. A pénznem első egysége a kuruş volt, ami még ma is használatban van, mint váltópénz. A líra bevezetésekor a régi para is használatban maradt (40 para = 1 kuruş). 1930-as évekig arab írást használtak a pénzeknél: پاره =para, غروش=kuruş és ليرا=líra (تورك ليراسي= "Török líra"). Európai nyelveken a kuruşt piastrének mondták, a lírát egy francia szóval, a livrével illették.
1844 és 1881 között arany- és ezüstalapon nyugvó pénzrendszer volt használatban (1 líra=6,61519 gramm arany = 99,8292 gramm ezüsttel volt egyenértékű). 1881-től 1914-ig csak az aranyalapú rendszert használták. Az első világháború alatt eltörölték ezt a rendszert (1 arany líra=9 papír lírával). A háborús idők után rögzítették a brit font és a francia frank árfolyamát is. 1946-ban rögzítették az amerikai dollár árfolyamát is (2,8 líra = 1 amerikai dollár; Ez az átváltási árfolyam 1960-ig állt fenn).
Az 1970-es évektől az 1990-es évekig a rendkívül magas infláció következtében a török líra erősen meggyengült. A fejlett országokkal összehasonlítva Törökországban nagyon magas volt az infláció, de sosem érte el a hiperinflációt. Az 1960-as évek végén 1 USD 9 lírát ért, míg 2001-ben 1,65 millió lírát. Ez évi 38%-os inflációt jelentett. Recep Tayyip Erdoğan miniszterelnök ezt „nemzeti szégyennek” nevezte. 2003 decemberében a török parlament elfogadta a hat nulla levágásáról és az új török líra bevezetéséről szóló törvényt.
2005. január 1-jén rögzített beváltási érték: 1 új líra 1 millió régi lírának felelt meg.
2009. január 1-jén pénznem nevéből eltörölték az új szót, ezzel együtt új érméket és új bankjegyeket bocsátottak ki. 2017. november 22-én történelmi mélypontot ért el líra árfolyama az amerika dollárral szemben, amikor egy dollár 3,9825 lírát ért.
2018. május 22-én történelmi mélypontra esett a líra árfolyam az amerikai dollárhoz viszonyítva, egy dollár 4,61 lírát ért ezen a napon. A jegybank viszont nem mer közbelépni, ugyanis az ország elnöke, Recep Tayyip Erdoğan ezt tiltja. Végül két nappal később meglépte a kamatemelést a jegybank 13,5%-ról 16,5%-ra emelte az alapkamatot. A török líra árfolyama továbbra is mélyponton van. Augusztusban a befektetők aggodalmukat fejezték ki, hogy a líra romlása továbbgyűrűzik más gazdaságokba is.

## Szimbóluma

a pénznem szimbóluma

A török líra szimbólumát 2012. március 1-jén mutatták be, készítője Tülay Lale volt. A felfelé mutató keresztvonalak a török gazdaság növekedését szimbolizálják.

## Érmék

### 2009-es érmesorozat
A jelenleg is használt érméket 2009. január 1-jén bocsátották ki.
| Kép | Névérték | Műszaki paraméterek | Műszaki paraméterek | Műszaki paraméterek | Műszaki paraméterek                                                    | leírás         | leírás                         | leírás                                       | dátumok        | dátumok           | dátumok     |
| Kép | Névérték | átmérő              | vastagság           | tömeg               | összetétel                                                             | perem          | előlap                         | hátlap                                       | első nyomtatás | kibocsátás        | visszavonás |
| --- | -------- | ------------------- | ------------------- | ------------------- | ---------------------------------------------------------------------- | -------------- | ------------------------------ | -------------------------------------------- | -------------- | ----------------- | ----------- |
|     | 1 kuruş  | 16,5 mm             | 1,35 mm             | 2,2 g               | 70% réz, 30% cink                                                      | sima           | érték, díszítések, évszám      | "TÜRKİYE CUMHURİYETİ", Mustafa Kemal Atatürk | 2008           | 2009. január 1.   | forgalomban |
|     | 5 kuruş  | 17,5 mm             | 1,65 mm             | 2,9 g               | 65% réz, 18% nikkel, 17% cink                                          | sima           | érték, díszítések, évszám      | "TÜRKİYE CUMHURİYETİ", Mustafa Kemal Atatürk | 2008           | 2009. január 1.   | forgalomban |
|     | 10 kuruş | 18,5 mm             | 1,65 mm             | 3,15 g              | 65% réz, 18% nikkel, 17% cink                                          | sima           | érték, díszítések, évszám      | "TÜRKİYE CUMHURİYETİ", Mustafa Kemal Atatürk | 2008           | 2009. január 1.   | forgalomban |
|     | 25 kuruş | 20,5 mm             | 1,65 mm             | 4 g                 | 65% réz, 18% nikkel, 17% cink                                          | recés          | érték, díszítések, évszám      | "TÜRKİYE CUMHURİYETİ", Mustafa Kemal Atatürk | 2008           | 2009. január 1.   | forgalomban |
|     | 50 kuruş | 23,85 mm            | 1,9 mm              | 6,8 g               | gyűrű: 65% réz, 18% nikkel, 17% cink mag: 79% réz, 4% nikkel, 17% cink | recés          | érték, Isztambul hídja, évszám | "TÜRKİYE CUMHURİYETİ", Mustafa Kemal Atatürk | 2008           | 2009. január 1.   | forgalomban |
|     | 1 líra   | 26,15 mm            | 1,9 mm              | 8,2 g               | gyűrű: 79% réz, 4% nikkel, 17% cink mag: 65% réz, 18% nikkel, 17% cink | tulipán figura | érték, díszítések, évszám      | "TÜRKİYE CUMHURİYETİ", Mustafa Kemal Atatürk | 2008           | 2009. január 1.   | forgalomban |
|     | 5 líra   | 28,15 mm            | 1,9 mm              | 8,25 g              | gyűrű: 64% réz, 4% nikkel, 32% cink mag: 64% réz, 27% nikkel, 9% cink  | recés          | érték, díszítések, évszám      | szeldzsuk csillag                            | 2023           | 2023. október 29. | forgalomban |

## Bankjegyek

### 6. sorozat
| 6. sorozat (1970-es évek) | 6. sorozat (1970-es évek) | 6. sorozat (1970-es évek) | 6. sorozat (1970-es évek) | 6. sorozat (1970-es évek) | 6. sorozat (1970-es évek) | 6. sorozat (1970-es évek)               | 6. sorozat (1970-es évek) |
| kép                       | kép                       | érték                     | méret                     | szín                      | leírás                    | leírás                                  |                           |
| előlap                    | hátlap                    | érték                     | méret                     | szín                      | előlap                    | hátlap                                  |                           |
| ------------------------- | ------------------------- | ------------------------- | ------------------------- | ------------------------- | ------------------------- | --------------------------------------- | ------------------------- |
|                           |                           | 5 líra                    | 135 x 60 mm               | ibolya                    | Mustafa Kemal Atatürk     | Manavgat-vízesés, Antalya               |                           |
|                           |                           | 10 líra                   | 140 x 65 mm               | zöld                      | Mustafa Kemal Atatürk     | Kız Kulesi, Isztambul                   |                           |
|                           |                           | 20 líra                   | 143 x 66 mm               | vörös, barna              | Mustafa Kemal Atatürk     | Anıtkabir, Ankara                       |                           |
|                           |                           | 50 líra                   | 160 x 71 mm               | barna                     | Mustafa Kemal Atatürk     | Topkapı palota, Isztambul               |                           |
|                           |                           | 100 líra                  | 170 x 77 mm               | zöld, barna               | Mustafa Kemal Atatürk     | Ararát-hegy                             |                           |
|                           |                           | 500 líra                  | 170 x 80 mm               | kék, zöld                 | Mustafa Kemal Atatürk     | Isztambuli Egyetem                      |                           |
|                           |                           | 1000 líra                 | 170 x 82 mm               | ibolya                    | Mustafa Kemal Atatürk     | Július 15. vértanúinak hídja, Isztambul |                           |

### 7. sorozat
| 7. sorozat (1980-as évek)         | 7. sorozat (1980-as évek) | 7. sorozat (1980-as évek) | 7. sorozat (1980-as évek)                  | 7. sorozat (1980-as évek)                 | 7. sorozat (1980-as évek) | 7. sorozat (1980-as évek)                                                                                               |
| kép                               | kép                       | érték                     | méret                                      | szín                                      | leírás                    | leírás |
| előlap                            | hátlap                    | érték                     | méret                                      | szín                                      | előlap                    | hátlap |
| --------------------------------- | ------------------------- | ------------------------- | ------------------------------------------ | ----------------------------------------- | ------------------------- | --- |
|                                   |                           | 10 líra                   | 122 x 55 mm                                | rózsaszín, zöld                           | Mustafa Kemal Atatürk     | Diákok megajándékozzák Atatürköt                                                                                        |
|                                   |                           | 100 líra                  | 131 x 61 mm                                | vörös, barna                              | Mustafa Kemal Atatürk     | Mehmet Akif Ersoy és a török himnusz, a költő szülőhelye                                                                |
|                                   |                           | 500 líra                  | 140 x 72 mm                                | kék                                       | Mustafa Kemal Atatürk     | İzmir óratornya |
|                                   |                           | 1000 líra                 | 140 x 72 mm                                | ibolya                                    | Mustafa Kemal Atatürk     | II. Mehmed szultán és a régi Isztambul látképe                                                                          |
|                                   |                           | 5 000 líra                | 1. verzió: 140 x 72 mm később: 146 x 72 mm | 1. verzió: barna, kék később: zöld, barna | Mustafa Kemal Atatürk     | 1. verzió: Mevlana Múzeum, Konya 2. és 3. verzió: Ugyanaz, Mevlanával kiegészülve 4. verzió: Afşin-i hőerőmű - Elbistan |
|                                   |                           | 10 000 líra               | 146 x 72 mm                                | ibolya, zöld                              | Mustafa Kemal Atatürk     | Szinán munkája a Szulejmán-mecset, Isztambul                                                                            |
|                                   |                           | 20 000 líra               | 152 x 76 mm                                | vörös, ibolya                             | Mustafa Kemal Atatürk     | Török Központi Bank épülete, Ankara                                                                                     |
|                                   |                           | 50 000 líra               | 152 x 76 mm                                | zöld                                      | Mustafa Kemal Atatürk     | Török Nagy Nemzetgyűlés, Ankara                                                                                         |
| 7. sorozat folytatása (1990–2005) |                           |                           |                                            |                                           |                           | |
|                                   |                           | 100 000 líra              | 158 x 76 mm                                | barna, zöld                               | Mustafa Kemal Atatürk     | Diákok megajándékozzák Atatürköt                                                                                        |
|                                   |                           | 250 000 líra              | 158 x 76 mm                                | kék                                       | Mustafa Kemal Atatürk     | Vörös torony, Alanya |
|                                   |                           | 500 000 líra              | 160 x 76 mm                                | ibolya, kék                               | Mustafa Kemal Atatürk     | Gallipoli-emlékmű, Çanakkale                                                                                            |
|                                   |                           | 1 000 000 líra            | 160 x 76 mm                                | kék, vörös                                | Mustafa Kemal Atatürk     | Atatürk-gát Şanlıurfa/Adıyaman                                                                                          |
|                                   |                           | 5 000 000 líra            | 162 x 76 mm                                | sárga                                     | Mustafa Kemal Atatürk     | Anıtkabir Ankarában |
|                                   |                           | 10 000 000 lira           | 162 x 76 mm                                | vörös                                     | Mustafa Kemal Atatürk     | Piri reisz 1513-as világtérképe                                                                                         |
|                                   |                           | 20 000 000 líra           | 162 x 76 mm                                | zöld                                      | Mustafa Kemal Atatürk     | Epheszosz romjai |

### 9. sorozat
| 9. sorozat (2009-től) | 9. sorozat (2009-től) | 9. sorozat (2009-től) | 9. sorozat (2009-től) | 9. sorozat (2009-től) | 9. sorozat (2009-től) | 9. sorozat (2009-től)                                         | 9. sorozat (2009-től) | 9. sorozat (2009-től) | 9. sorozat (2009-től) |
| kép                   | kép                   | névérték              | méret                 | szín                  | leírás                | leírás                                                        | dátumok               | dátumok               | dátumok               |
| előlap                | hátlap                | névérték              | méret                 | szín                  | előlap                | hátlap                                                        | nyomtatás             | kibocsátás            | visszavonás           |
| --------------------- | --------------------- | --------------------- | --------------------- | --------------------- | --------------------- | ------------------------------------------------------------- | --------------------- | --------------------- | --------------------- |
|                       |                       | 5 líra                | 64 x 130 mm           | barna                 | Mustafa Kemal Atatürk | Aydın Sayılı, Naprendszer, atom, DNS                          | 2009                  | 2009. január 1.       | forgalomban           |
|                       |                       | 5 líra                | 64 x 130 mm           | lila                  | Mustafa Kemal Atatürk | Aydın Sayılı, Naprendszer, atom, DNS                          | 2013.                 | 2013. április 8.      | forgalomban           |
|                       |                       | 10 líra               | 64 x 136 mm           | vörös                 | Mustafa Kemal Atatürk | Cahit Arf, Arf-állandó, aritmetikai sorozat, abakusz, bináris | 2009                  | 2009. január 1.       | forgalomban           |
|                       |                       | 20 líra               | 68 x 142 mm           | zöld                  | Mustafa Kemal Atatürk | Mimar Kemaleddin Bey, Gazi Egyetem paplaka, építészeti formák | 2009                  | 2009. január 1.       | forgalomban           |
|                       |                       | 50 líra               | 64 x 148 mm           | narancs               | Mustafa Kemal Atatürk | Fatma Aliye Topuz, virág, könyvek                             | 2009                  | 2009. január 1.       | forgalomban           |
|                       |                       | 100 líra              | 72 x 154 mm           | kék                   | Mustafa Kemal Atatürk | Buhurizade Itri, hangszer, Dzsalál ad-Dín Rúmí                | 2009                  | 2009. január 1.       | forgalomban           |
|                       |                       | 200 líra              | 72 x 160 mm           | ibolya                | Mustafa Kemal Atatürk | Yunus Emre, Yunus-mauzóleum, rózsa, "Sevelim, sevilelim"      | 2009                  | 2009. január 1.       | forgalomban           |

## Történelmi árfolyamok
Az alábbi táblázatban néhány történelmi árfolyam van, amelyben 1 líra értéke van megadva forintban.
| dátum               | árfolyam (Ft)        |
| ------------------- | -------------------- |
| 2009. január 5.     | 126,43               |
| 2010. január 4.     | 125,80               |
| 2010. szeptember 8. | 150,29 (legmagasabb) |
| 2014. január 2.     | 100,12               |
| 2023. március 1.    | 018,52               |